# Ньюпорт (округ)
Ньюпорт (англ. Newport County) — округ, расположенный в штате Род-Айленд, США. Образован в 1703 году. К 2010 году население округа составило 82 888 человек. Как и все прочие округа Род-Айленда, Ньюпорт не имеет правительственных функций. Все эти функции были переданы властям штата и городов.

## История
Ньюпорт был образован 22 июня 1703 как один из двух изначальных округов Род-Айленда и Плантаций Провиденса. Изначально включал в себя четыре города — Ньюпорт, Портсмут, Джеймстаун и Нью-Шохем. В 1746—1747 годах два города (Литл Комптон и Тивертон), ранее принадлежавшие Массачусетсу, были переданы округу. В 1856 году город Фолл-Ривер был отделён от Тивертона и шестью годами позже был передан Массачусетсу, в рамках договора о разрешении территориальных споров между Массачусетсом и Род-Айлендом. В 1963 году Нью-Шохем был передан округу Вашингтон. Правительство округа было упразднено в 1842 году.

## География

Штат Род-Айленд

Согласно данным Бюро переписи населения США округ имеет площадь 812 квадратных километров, из которой 269 кв. км — площадь суши и 543 кв. км — площадь водных территорий (водные территории занимают 44,8 % площади округа).
Округ состоит из островов Род-Айленд, Конаникут и Пруденс. Округу принадлежит крайняя восточная точка штата Род-Айленд. Высочайшая точка округа над уровнем моря — Покассет Хилл (англ. Pocasset Hill), с высотой 98 метров (расположена на территории Тивертона).

### Соседние округа
- Бристол, Род-Айленд — север.
- Бристол, Массачусетс — восток.
- Вашингтон, Род-Айленд — запад.

## Демография
По данным переписи 2000 года на территории округа проживают 85 433 человек (22 228 семей). Плотность населения составляет 317 человек на кв. км. На территории штата расположены 39 561 жилищных единиц (147 единиц на кв. км). Расово-этнический состав: 91,46 % белых, 3,73 % негров и афроамериканцев, 0,43 % индейцев, 1,23 % азиатов, 0,07 % выходцев с островов Тихого океана, 1,09 % представители других наций и 1,99 % смешанное население. Выходцы из Латинской Америки составляют 2,82 %; 9,2 % составляют выходцы из Италии, 19,6 % — из Ирландии, 5,2 % — из Франции, 13,2 % — из Португалии, 6,3 % — из Германии, 11,8 % — англичане. Английский язык является первым для 92 % населения, для 2,3 % — испанский, для 2,1 % — португальский, для 1,3 % — французский.